# 三色刺鯿
三色刺鯿（学名：Acanthobrama tricolor）為輻鰭魚綱鯉形目雅羅魚科刺鯿屬的其中一種，被IUCN列為極危保育類動物，分布於亞洲敘利亞及戈蘭高地淡水流域，最新紀錄於1980年代後期在Masil al Fawwar河流系統中發現的兩個標本，棲息在底中層水域，生活習性不明。

## 扩展阅读
維基物種上的相關：三色刺鯿